# Artëm Ščadin
Artëm Olegovič Ščadin (in russo Артём Олегови Щадин?; trasl. angl. Artyom Olegovich Shchadin; Jaroslavl', 1º novembre 1992) è un calciatore russo, centrocampista del Naftan.

## Caratteristiche tecniche
È un esterno sinistro.

## Carriera

### Club
Cresciuto nel settore giovanile dello Šinnik, ha esordito in prima squadra il 25 aprile 2011 disputando l'incontro di campionato pareggiato 2-2 contro l'Alanija Vladikavkaz.